# Добро пожаловать в рай!
«Добро пожаловать в рай!» (англ. Into the Blue) — американский приключенческий фильм 2005 года. По сюжету практически совпадает с фильмом 1977 года «Бездна» (англ. The Deep).

## Сюжет
Джаред, молодой парень, живёт небогатой, но зато честной жизнью инструктора по дайвингу, чему очень рада его возлюбленная — красавица Сэм.
Но Джаред одержим поиском сокровищ с затонувших кораблей и однажды, когда к нему в гости приезжает его давний друг Брайс со своей новой подружкой Амандой, Джаред получает всё необходимое для осуществления своей мечты. Они одну за другой обнаруживают находки, говорящие о затонувшем поблизости от Багамских Островов пиратском корабле.
Однако, рядом с приблизительным местом нахождения клада, обещающего богатую и беззаботную жизнь, охотники за сокровищами натыкаются на самолёт с огромной партией кокаина. Друзья обещают друг другу держать язык за зубами и никому не говорить о находках. Но Брайс и Аманда, несмотря на уговор, решают добыть кокаин и продать его. Однако их карты путают контрабандисты, которые вот-вот обнаружат самолёт. А когда один из четверых принимает роковое решение, за ними начинается настоящая охота.

## В ролях
| Актёр           | Роль   |
| --------------- | ------ |
| Пол Уокер       | Джаред |
| Джессика Альба  | Сэм    |
| Скотт Каан      | Брайс  |
| Эшли Скотт      | Аманда |
| Джош Бролин     | Бейтс  |
| Джеймс Фрейн    | Рейес  |
| Тайсон Бекфорд  |        |
| Дуэйн Эдвэй     | Рой    |
| Джейвон Фрейзер | Дэнни  |

## Награды
За роли в фильмах «Добро пожаловать в рай!» и «Фантастическая четвёрка» Джессика Альба была номинирована на «Золотую малину» как худшая актриса.